# Орёл, Иван Яковлевич (георгиевский кавалер)
Иван Яковлевич Орёл (1890 — 1955) — капитан лейб-гвардии 3-го стрелкового полка, герой Первой мировой войны, участник Белого движения.

## Биография
Сын полковника Якова Ивановича Орла. Уроженец Полтавской губернии.
Окончил 1-й кадетский корпус (1908) и Павловское военное училище (1910), откуда выпущен был подпоручиком в 34-й пехотный Севский полк.
2 апреля 1912 года переведен в лейб-гвардии 3-й стрелковый полк, в рядах которого и вступил в Первую мировую войну. Произведен в поручики 6 декабря 1914 года «за выслугу лет». Удостоен ордена Св. Георгия 4-й степени
За то, что в бою у д. Карвово с 19 по 20 февраля 1915 года за высоту 85,0, при штыковой атаке своей ротой выбил противника из окопов и захватил два действовавших германских пулемета.
Произведен в штабс-капитаны 29 августа 1916 года.
В Гражданскую войну участвовал в Белом движении в составе Русской армии, в мае 1920 года — командир роты в гвардейском батальоне Таганрогского пехотного полка.
В 1921 году — член Общества кавалеров ордена Св. Георгия в Югославии. Затем в эмиграции во Франции, на 1933 год — в Деказвиле. Умер около 4 сентября в Грасе. Похоронен там же, на кладбище Св. Бригитты.

## Награды
- Орден Святой Анны 4-й ст. с надписью «за храбрость» (ВП 23.02.1915)
- Орден Святой Анны 3-й ст. с мечами и бантом (ВП 30.04.1915)
- Орден Святого Георгия 4-й ст. (ВП 29.05.1915)